# ГЕС Анькан
ГЕС Анькан (安康水电站) — гідроелектростанція у північній частині Китаю в провінції Шеньсі. Знаходячись між ГЕС Xǐhé (вище по течії) та ГЕС Xúnyáng, входить до складу каскаду на річці Ханьшуй, великій лівій притоці Янцзи.
В межах проекту річку перекрили бетонною гравітаційною греблею висотою 128 метрів та довжиною 542 метра. Вона утримує водосховище з об’ємом 2558 млн м3 (корисний об’єм 888 млн м3) та припустимим коливанням рівня поверхні у операційному режимі між позначками 300 та 330 метрів НРМ (під час повені рівень може зростати до 337,1 метра НРМ, а об’єм – до 3203 млн м3). 
Пригреблевий машинний зал обладнали чотирма турбінами типу Френсіс потужністю по 200 МВт, які використовують напір від 57 до 88 метрів (номінальний напір 76 метрів). Крім того, існує окремо розташований гідроагрегат потужністю 52,5 МВт. За рік станція забезпечує виробництво 2857 млн кВт-год електроенергії на рік. 
Видача продукції відбувається по ЛЕП, розрахованим на роботу під напругою 330 кВ та 110 кВ.